# Soneacine, Pidhaiți
Soneacine (în ucraineană Сонячне) este un sat în comuna Poplavî din raionul Pidhaiți, regiunea Ternopil, Ucraina.

## Demografie
Componența lingvistică a localității Soneacine
     Ucraineană (100%)
Conform recensământului din 2001, toată populația localității Soneacine era vorbitoare de ucraineană (100%).